# Rookes Evelyn Bell Crompton
Rookes Evelyn Bell Crompton (31 de maio de 1845 – 15 de fevereiro de 1940) foi um engenheiro eletricista britânico.